# Kasparas Adomaitis
Kasparas Adomaitis (ur. 29 czerwca 1983 w Wilnie) – litewski polityk i samorządowiec, radny Wilna, poseł na Sejm Republiki Litewskiej.

## Życiorys
W 2004 został absolwentem zarządzania przedsiębiorstwem i ekonomii w Sztokholmskiej Szkole Ekonomii w Rydze. W 2007 uzyskał licencjat z psychologii na Uniwersytecie Wileńskim, a w 2011 magisterium z polityki porównawczej na tej samej uczelni. Pracował w firmie zajmującej się szkoleniami i doradztwem biznesowym, prowadził też własną działalność gospodarczą. W 2011 został zatrudniony jako analityk w brytyjskim przedsiębiorstwie Euromonitor International, działającym w sektorze badań rynku.
Był związany z Ruchem Liberalnym Republiki Litewskiej. W 2015 bez powodzenia kandydował z jego ramienia do rady miejskiej Wilna. Mandat radnego objął jednak jeszcze w tym samym roku. W wyborach lokalnych w 2019 z powodzeniem ubiegał się o reelekcję, startując z listy urzędującego mera Remigijusa Šimašiusa. Dołączył następnie do Partii Wolności. W wyborach parlamentarnych w 2020 uzyskał z jej ramienia mandat posła na Sejm Republiki Litewskiej. W tym samym roku był kandydatem na ministra komunikacji w rządzie Ingridy Šimonytė, jednak prezydent Gitanas Nausėda odmówił zatwierdzenia jego nominacji.